# Suore francescane missionarie di Cristo
Le Suore Francescane Missionarie di Cristo, dette di Sant'Onofrio, sono un istituto religioso femminile di diritto pontificio: le suore di questa congregazione pospongono al loro nome la sigla F.M.d.C.

## Storia
Le origini della congregazione risalgono al collegio aperto nel 1882 presso la chiesa di Sant'Onofrio a Rimini dalla terziaria francescana Faustina Zavagli che prese il nome di Madre Teresa di Gesù Crocefisso.
Il collegio fu eretto canonicamente nel 1886 e nel 1887 la fondatrice dettò alle sue suore le prime costituzioni.
L'istituto, aggregato all'Ordine dei Frati Minori Cappuccini dal 1906, ricevette il pontificio decreto di lode il 24 gennaio 1944 e l'approvazione definitiva della Santa Sede il 21 novembre 1959.

## Attività e diffusione
Le suore si dedicano principalmente all'istruzione e all'educazione in scuole materne ed elementari, all'assistenza agli anziani e agli ammalati in ospedali e case di riposo, alla pastorale parrocchiale e all'attività missionaria.
Oltre che in Italia, sono presenti in Brasile, Etiopia, Romania, Tanzania; la sede generalizia è a Rimini.
Alla fine del 2008 la congregazione contava 187 religiose in 23 case.